# 澳門旅遊大學耀東樓

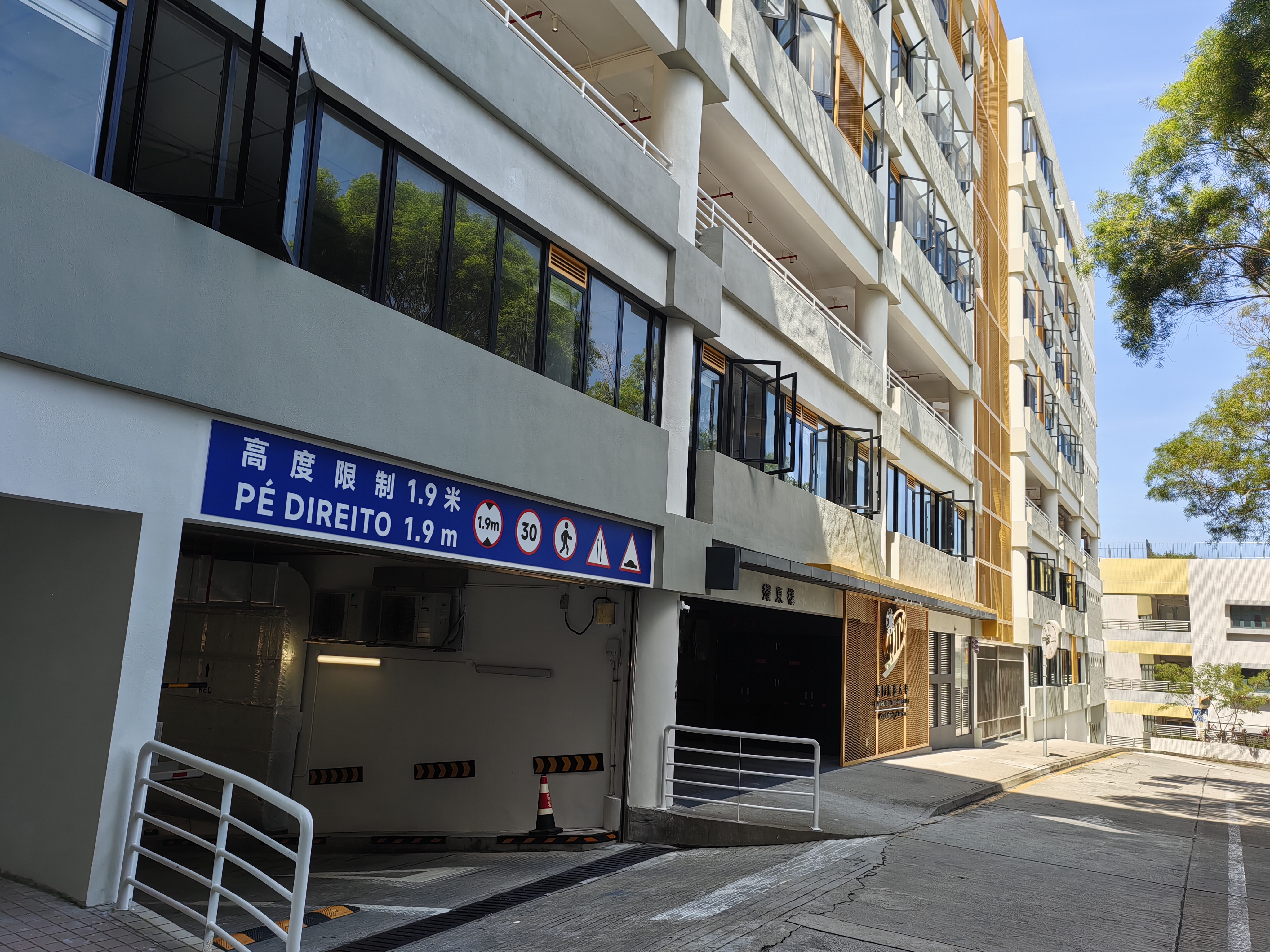
耀東樓

耀東樓（英語：Yiu Tung Buliding），前稱銀禧樓（英語：Silver Jubilee Buliding），位於澳門氹仔徐日昇寅公馬路，是澳門旅遊大學氹仔校區的教學建築之一，屬澳門大學舊校園一部分，是澳門大學於2006年為紀念校慶25周年落成啟用的教學大樓，面積14,000多平方米。2014年11月15日，高等教育輔助辦公室經社會文化司同意及澳門行政長官審批下決定保留澳門大學舊校園作高等教育用途，而行政公職局當時獲分配本大樓用作公務員培訓中心。2019年9月，有紙媒揭發銀禧樓建築被行政公職局荒廢五年丟空狀態，處於，引起不少社會人士包括曾於澳門大學舊校園內就讀的校友熱議；隨後行政公職局局長高炳坤表示，因「銀禧樓」裝修設計完成後未能配合當時新出台的《無障礙通用設計建築指引》，需重新再作設計。2020年，澳門旅遊學院成立25周年校慶之際獲澳門特別行政區政府批給使用，並作為學院氹仔校區之教學樓。2025年7月23日，大樓正式更名並冠名為現名。

## 歷史沿革

### 澳門大學時期
2006年，澳門大學建校25周年，同時位於大豐樓旁新教學大樓建成，為紀念該校建校25年故為現名，以擴充校園內的活動空間。大樓由澳門本地建築師陳炳華設計，內設有課室、研究中心、辦公室、自修室、停車場、休憩平台。大樓最低層設有一條連接澳門大學國際圖書館的行人天橋，為前往圖書館的師生提供極大便利。

### 政府接管改作公務員培訓中心
2014年8月24日，澳門大學完成搬遷至新校區。同年11月14日，澳門特別行政區政府高等教育辦公室宣佈行政長官決定將澳門大學舊校園各項設施分配如給澳門城市大學、澳門理工學院及澳門旅遊學院，而原澳大圖書館更名為澳門大學城區中心並獲保留，銀禧樓由行政公職局獲得並計劃改為公務員培訓中心。
2019年9月，行政公職局獲分配澳門大學舊校園的「銀禧樓」，當時計劃用作公務員培訓中心，但被發現荒廢五年。局長高炳坤受訪時解釋延後接收原因是曾考慮先用作其他用途，並同步重新設計大樓，希望增加使用效益。經過工程公司當時評估，指大樓內的升降機殘舊兼無法使用，而且需由教學設施改為公務員培訓設施需重新修改設計和全面裝修，在設計完成後又未能配合當時新出台的「無障礙通用設計建築指引」，需重新設計。又計劃在同年年底進行裝修工程公開招標，工期預計一年多。

### 澳門旅遊大學氹仔校區
2020年10月23日，澳門旅遊學院院長黃竹君證實旅院於2020年第一季再獲特區政府批給使用澳門大學舊校園內的本建築以及一幅待建的土地，當時計劃將其中兩層裝修使用，其餘樓層也會翻新，用作課室及教職員辦公室為主。
2020年11月6日，澳門旅遊學院正值25周年校慶之際，本建築重新啟用並舉行啟用儀式，作為旅院氹仔校區的一部分。院長黃竹君指出銀禧樓經基本維修及翻新後啟用，為學院提供更多教學空間。同時計劃在澳大舊校園預留地段興建一座“國際旅遊教育綜合體”擴展教學空間。
2023年4月下旬，旅院計劃將銀禧樓進行翻新工程，並進行公開招標，截標時間為同年6月8日，並於翌日上午進行開標，告並訂明工程最長總設計及施工期為420個工作天。工程設有四項評審準則，包括總投標價、場地規劃及設計、項目經驗、施工期，分別以評分佔重為準。
2023年12月，銀禧樓改造工程正式動工，作為澳旅院教學大樓及住宿樓建築之一，預計將於2025年完工。
2025年7月23日，大樓正式冠名為耀東樓並全面投入使用。

## 爭議
2019年9月，本地紙媒力報揭發於2006年落成，作為澳門大學舊校園一部分的銀禧樓荒廢五年，滿目瘡痍，升降機停運、滿地垃圾，引起不少社會人士和澳大校友批評。而事件側面反映政府部門對公共設施的規劃粗疏；有校友表示「銀禧樓」興建目的是擴充校園空間，其中一樓作為澳門大學學生會及屬會，用作招生、報名等；其中一樓更為四通八達樓層，連接各幢校舍大樓，「銀禧樓」作為中心部分，學生自然絡繹不絕。
行政公職局對銀禧樓荒廢一事作表示，由於受《無障礙通用設計建築指引》修法影響，導致「銀禧樓」裝修設計完成後，未能配合當時新出台的指引，需重新進行設計。又指出當局在有關方面非專業，在諮詢工程公司時，對方亦沒有就有關要求作提醒，局方已作出檢討。而新設計包括增建電腦化測試課室、工作場景模擬室、雙面觀察室、大型會議室及演講室等，與原有課室的設計有別，除培訓設施外，新設計亦包括公務人員評鑑中心及開考場地，並加入相應配套和網絡。
2019年9月24日，財政局引述行政公君局回覆澳門立法會直選議員宋碧琪質詢時表示，大樓處於即將裝修階段，暫不考慮任何臨時用途。關於用作臨時用途方面，行政公職局稱，接收時曾計劃揀選部分樓層作短期和臨時用途，但經檢測後，發現不少設施設備需改動和維修，如大樓升降機無法運作。經綜合考慮，由於臨時使用並不符合成本效益的經濟原則，計劃最終擱置。
2020年第一季，澳門旅遊學院獲分配本建築以及另一土地作用未來發展教學空間，而銀禧樓於同年11月下旬旅院成立25周年之際正式啟用。

## 設施
耀東樓教學大樓樓高14層，總建築面積約16,000平方米。大樓擁有58個理論課室、54個教學人員辦公室、四個教學廚房，以及模擬前台與房務課室等。

## 外部連結
- 澳門旅遊學院官方網站 （页面存档备份，存于）